# Santa Fiora
Santa Fiora é uma comuna italiana da região da Toscana, província de Grosseto, com cerca de 2.791 (Cens. 2001) habitantes. Estende-se por uma área de 62,91 km², tendo uma densidade populacional de 44,36 hab/km². Faz fronteira com Abbadia San Salvatore (SI), Arcidosso, Castel del Piano, Castell'Azzara, Piancastagnaio (SI), Roccalbegna, Semproniano.

## Demografia
| Variação demográfica do município entre 1861 e 2011                               |
|                                                                                   |
| Fonte: Istituto Nazionale di Statistica (ISTAT) - Elaboração gráfica da Wikipedia |